# سپرپایان
سِپَرپایان (Caudofoveata) رده‌ای از جانوران شاخهٔ نرم‌تنان است.
نام دیگر علمی برای این رده Chaetodermomorpha است. ردهٔ سپرپایان را اغلب با شیارشکمان در یک گروه قرار می‌ دهند و نرم‌تنان کرمی می‌ نامند.
ردهٔ سپرپایان از شاخهٔ دوسوئیان، زیرفرمانرو پُریاختگان جانوری است.
سپرپایان نرم‌ تنانی کوچک هستند (۱ تا ۳۰ میلی‌متر) که بیشتر در اعماق دریا زندگی می‌ کنند.
آن‌ها به کرم شباهت دارند و صدف و پای ماهیچه‌ ای مشخص ندارند.
سپرپایان در حدود ۱۵ سرده و ۱۵۰ گونهٔ شناخته‌شده دارند.

## خانواده‌ها
- Chaetodermatidae
- لیمیفوسوریدا Limifossoridae
- Prochaetodermatidae
- کاذب‌دندانان Falcidentidae
- Metachaetodermatidae
- Scutopidae